# Irakli Assaschwili

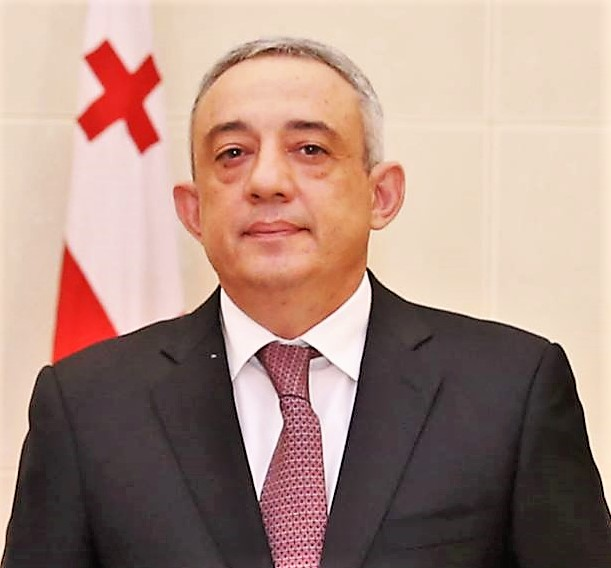
Irakli Assaschwili (2018)

Irakli Assaschwili (georgisch ირაკლი ასაშვილი, englische Schreibweise Irakli Asashvili) ist ein georgischer Diplomat.

## Werdegang
Seit 1999 ist Assaschwili in leitenden Positionen im Außenministerium Georgiens tätig. Vom 15. Oktober 2012 bis September 2017 war er Generalkonsul Georgiens im türkischen Istanbul.
2018 löste Asashvili Zurab Aleksidse, den bisherigen Botschafter Georgiens in Indonesien ab. Seine Akkreditierung für Indonesien übergab Assaschwili am 4. April. Am 15. Mai übergab Assaschwili seine Akkreditierung auch an den Generalsekretär der ASEAN und am 21. Juni an Osttimors Staatspräsidenten Francisco Guterres. Zudem ist Assaschwili auch für Singapur und die Philippinen zuständig.